# الدوري البرتغالي الممتاز 2020–21
الدوري البرتغالي الممتاز 2020–21 (بالبرتغالية: Primeira Liga de 2020–21‏) هو الموسم السابع والثمانين من الدوري البرتغالي الممتاز، الدوري الاحترافي الأعلى لأندية كرة القدم البرتغالية. بدأ الموسم متأخرًا عن المعتاد، في 18 سبتمبر 2020، بسبب تأخر نهاية الموسم السابق بسبب جائحة كوفيد-19 ، وانتهى في 19 مايو 2021.
كان هذا هو الموسم الرابع من الدوري البرتغالي الممتاز الذي يستخدم حكم الفيديو المساعد (VAR). كما كان الحال في نهاية الموسم السابق، كان الحضور في الملاعب محدودا أو غائبا باستثناء طاقم وموظفي كل فريق.
وكان بورتو هو حامل اللقب. تمت ترقية ناسيونال وفارينس من الدرجة الثانية ليغا برو 2019–20 بقرار من Liga Portuguesa de Futebol Profissional، بعد تعليق 2019–20 LigaPro بسبب جائحة كوفيد -19 في البرتغال. لقد حلوا محل ديبورتيفو داس أيفيس وفيتوريا سيتوبال، الذين هبطوا إلى 2020–21 Campeonato de Portugal.
في 11 مايو 2021، حصل نادي سبورتينغ لشبونة على لقبه التاسع عشر بعد فوزه 1-0 على أرضه ضد بوافيستا، وهو لقبه الأول منذ موسم 2001-2002. وكان هذا أيضًا أول لقب منذ ذلك الموسم لا يفوز به بنفيكا أو بورتو. 
منذ صعود البرتغال من المركز السابع إلى المركز السادس في تصنيفات معامل اليويفا في نهاية موسم 2019-2020، يمكن للفرق الثلاثة الأفضل تصنيفًا التأهل إلى دوري أبطال أوروبا (دخل الأبطال والوصيف مباشرة إلى مرحلة المجموعات، ودخل الفريق صاحب المركز الثالث الجولة التأهيلية الثالثة). سيتأهل الفريقان اللذان يحتلان المركزين الرابع والخامس على التوالي إلى الدور الفاصل لبطولة دوري المؤتمر الأوروبي والجولات التأهيلية الثالثة. 